# Kate O'Brien
Kate O'Brien (Calgary, 23 de julho de 1988) é uma ciclista canadense. O'Brien competiu nos Jogos Pan-Americanos de 2015. É especializada em ciclismo de pista.